# 24 februarie
ianuarie • februarie • martie  • aprilie  • mai  • iunie  • iulie  • august  • septembrie  • octombrie  • noiembrie  • decembrie
24 februarie este a 55-a zi a calendarului gregorian. Mai sunt 310 zile până la sfârșitul anului (311 zile în anii bisecți).

## Evenimente

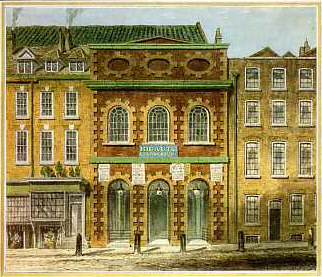
1711: Queen's Theatre - Premiera, la Londra, a operei Rinaldo de Georg Friedrich Händel, prima operă italiană scrisă pentru stagiunea londoneză.

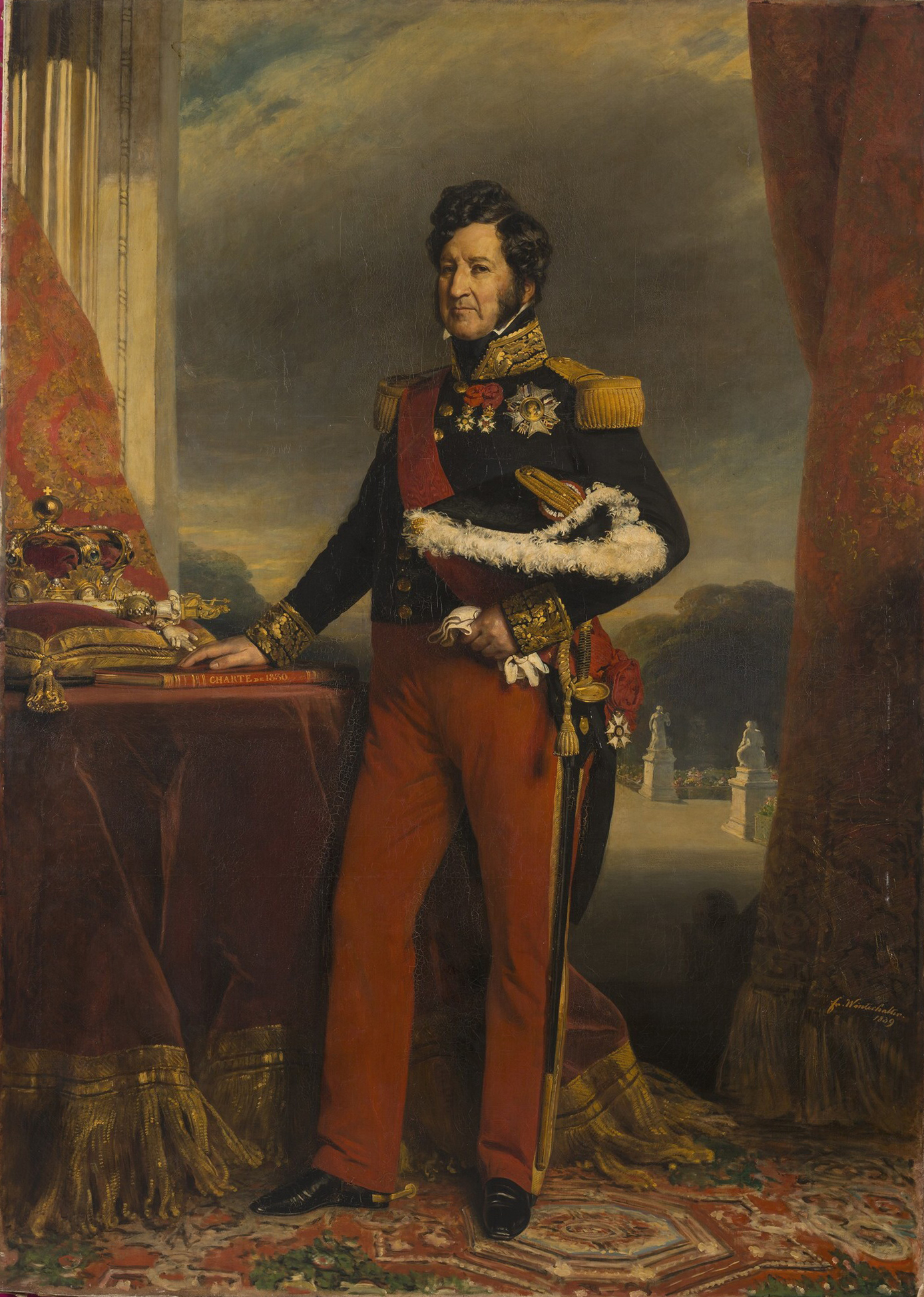
1848: Regele Louis-Philippe al Franței abdică

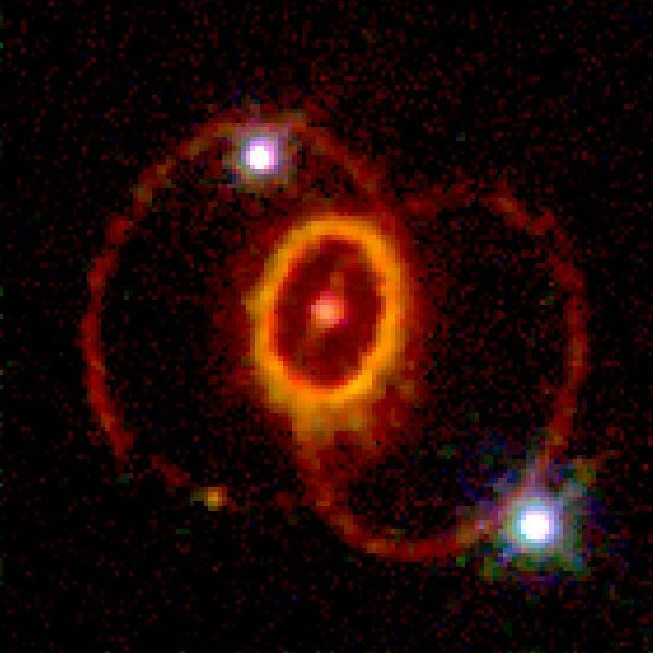
1987: Supernova 1987A este descoperită în Marele Nor al lui Magellan. Este prima supernovă care poate fi observată cu ochiul liber din 1604.

- 0303: Împăratul roman Galerius publică edictul prin care se începe persecuția creștinilor în Imperiul Roman de Răsărit.
- 1340: Prima mențiune documentară a Târgului Siret.
- 1525: Francisc I al Franței este învins în bătălia de la Pavia de către trupele imperiale germane. Suveranul francez cade prizonier în mâinile lui Carol al V-lea.
- 1538: Tratatul de pace de la Oradea, prin care se pune capăt luptelor dintre Ioan Zapolya și Ferdinand de Habsburg pentru stăpânirea Transilvaniei.
- 1582: Papa Grigore al XIII-lea introduce o reformă a calendarului, care, în noua structurare, comportă o eroare de o zi la 3000 de ani (Calendarul gregorian).
- 1607: L'Orfeo, opera compusă de compozitorul italian Claudio Monteverdi, este pentru prima oară interpretată pe scenă la Mantua, Ducatul Mantua (acum în Italia).
- 1711: Premiera, la Londra, a operei Rinaldo de Georg Friedrich Händel, prima operă italiană scrisă pentru stagiunea londoneză.
- 1717: Convenția dintre Ioan Mavrocordat și generalul Sainville. Trupele imperiale evacuează Muntenia, dar păstrează Oltenia. Convenția va fi invocată de austrieci pentru a justifica anexarea Olteniei.
- 1821: Mihail Șuțu, domnul Moldovei, solicită țarului Alexandru I trimiterea unui corp de oaste pentru a face față eteriștilor care conduși de Alexandru Ipsilanti trecuseră Prutul, la 22 februarie 1821.
- 1848: Regele Louis-Philippe al Franței abdică.[1]
- 1856: S-a înființat, la Iași, Facultatea de Drept (24 februarie/7 martie).
- 1870: S-a inaugurat, în prezența domnitorului, noua clădire a Monetăriei Statului, de pe Șoseaua Kiseleff nr.3, unde s-au bătut primii Caroli de aur (20 de lei), cu efigia lui Carol I, realizată de gravorul Kullbrich.
- 1920: Adolf Hitler, la o întrunire a Partidului Muncitoresc German, schimbă numele partidului în Partidul Nazist
- 1942: Inaugurarea postului de radio american Vocea Americii.
- 1945: Guvernarea Rădescu. A avut loc, la București, o violentă demonstrație, în cursul căreia grupuri de agitatori bolșevici au deschis focul asupra armatei și a demonstranților. Acest eveniment a permis ca A.I.Vâșinski, ministrul adjunct de Externe al URSS și președinte al Comisei Aliate de Control pentru România, să impună, prin forță, guvernul Groza
- 1946: Juan Perón este ales președinte al Argentinei.
- 1948: Demiterea abuzivă a lui Lucrețiu Pătrășcanu din funcția de ministru al Justiției; demiterea a fost urmată de arestarea, judecarea și executarea lui Pătrășcanu (în Penitenciarul Jilava, în aprilie 1954).
- 1948: Prin lege a fost desființată Adunarea Deputaților, a fost convocată Marea Adunare Națională iar puterea legislativă a trecut asupra Guvernului
- 1960: A început procesul intentat "pentru crimă de uneltire contra ordinii sociale" unor intelectuali acuzați că au citit și răspândit operele lui Mircea Eliade; principalii inculpați erau Constantin Noica, Constantin Dinu Pillat, Al. O. Teodoreanu și Nicolae Steinhardt.
- 1969: NASA lansează nava spațială Mariner 6 către Marte.
- 1975: Trupa rock Led Zeppelin lansează dublul album Physical Graffiti.
- 1978: Un grup de adulți se rătăcesc în drumul dintre Chico și Yuba City, California. În ceea ce devine cunoscut ca "incidentul celor cinci din Yuba County", mașina lor este găsită abandonată în munții Sierra Nevada, alături de 4 cadavre în iunie 1978. Al cincilea cadavru nu a fost găsit niciodată.
- 1981: Palatul Buckingham anunță logodna Prințului de Wales cu Lady Diana Spencer.
- 1987: În urma meciului de la Monte Carlo, cu Dinamo Kiev, câștigătoarea Cupei Cupelor în 1986, echipa de fotbal Steaua București, a cucerit Supercupa Europei.
- 1987: Supernova 1987A este descoperită în Marele Nor al lui Magellan. Este prima supernovă care poate fi observată cu ochiul liber din 1604.
- 1999: Zborul 4509 China Southwest Airlines, o aeronavă Tupolev Tu-154, se prăbușește în apropierea Aeroportului Internațional Wenzhou Longwan din Wenzhou, Zhejiang, China. Toți cei 61 de oameni de la bord sunt uciși.[2]
- 2008: Fidel Castro se retrage din funcția de președinte al Cubei și al Consiliului de Miniștri după 32 de ani. El va rămâne în fruntea Partidului Comunist încă trei ani.
- 2022: La câteva zile după ce a recunoscut Donețk și Lugansk ca state independente, președintele rus Vladimir Putin ordonă o invazie pe scară largă a Ucrainei.[3]

## Nașteri
- 1304: Ibn Battuta, explorator arab (d. c.1368)
- 1463: Giovanni Pico della Mirandola, umanist italian (d. 1494)
- 1500: Carol Quintul, împărat al Sfântului Imperiu Roman, rege al Castiliei, Aragonului, Neapolelui și al Siciliei (d. 1558)
- 1536: Papa Clement al VIII-lea (d. 1605)
- 1545: Don Juan de Austria, lider militar spaniol (d. 1578)
- 1619: Charles Le Brun, pictor și decorator francez; reprezentant al clasicismului; a creat decorațiile interioare la Versailles (d. 1690)

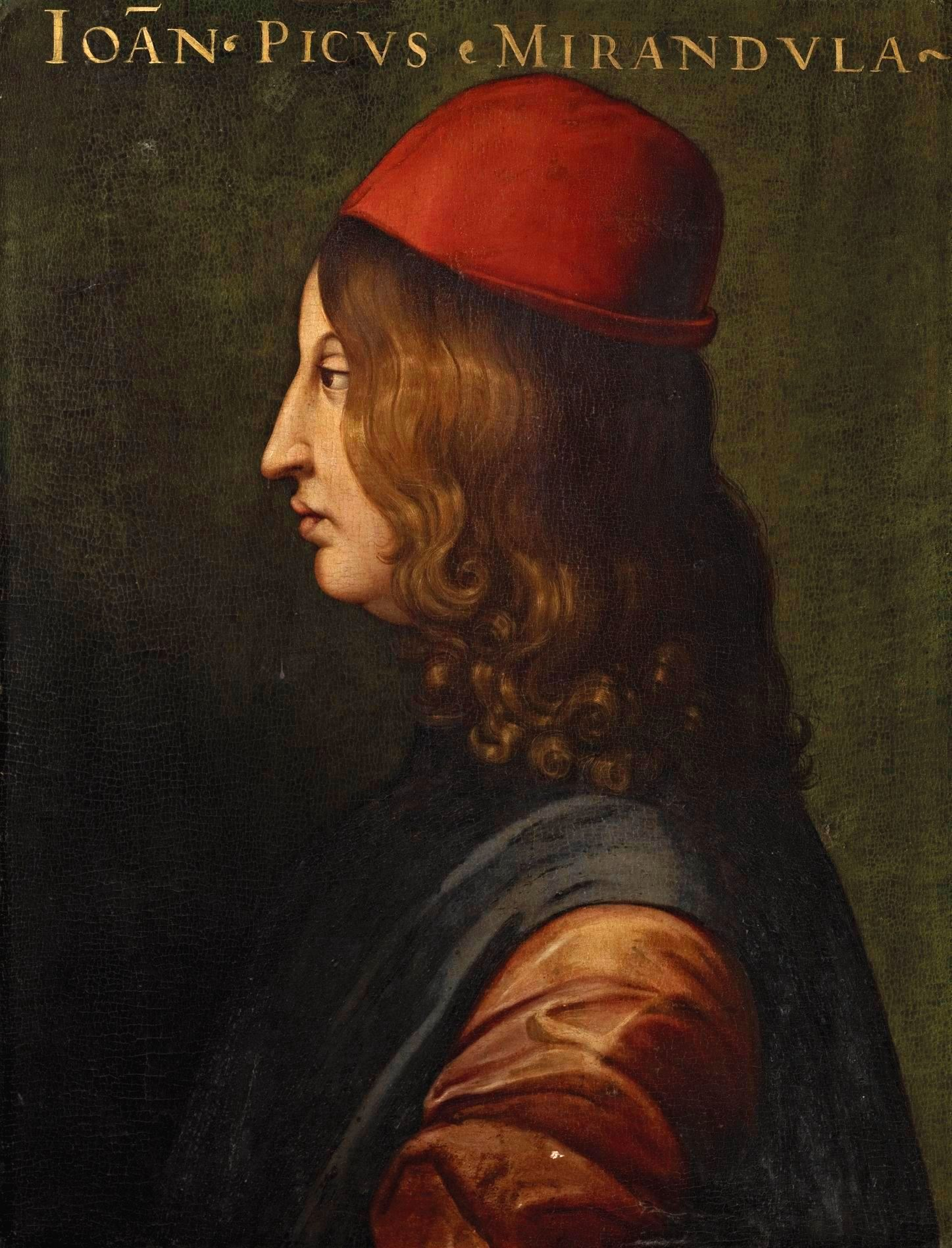
Giovanni Pico della Mirandola, umanist italian
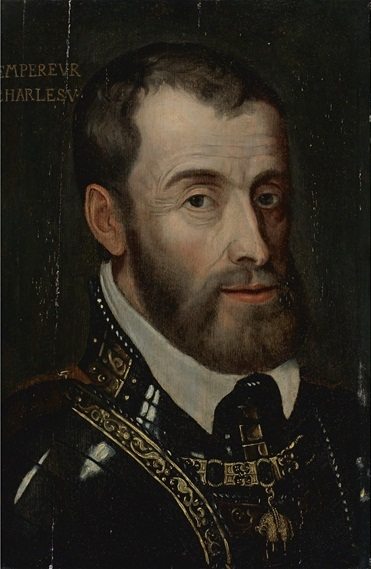
Carol Quintul
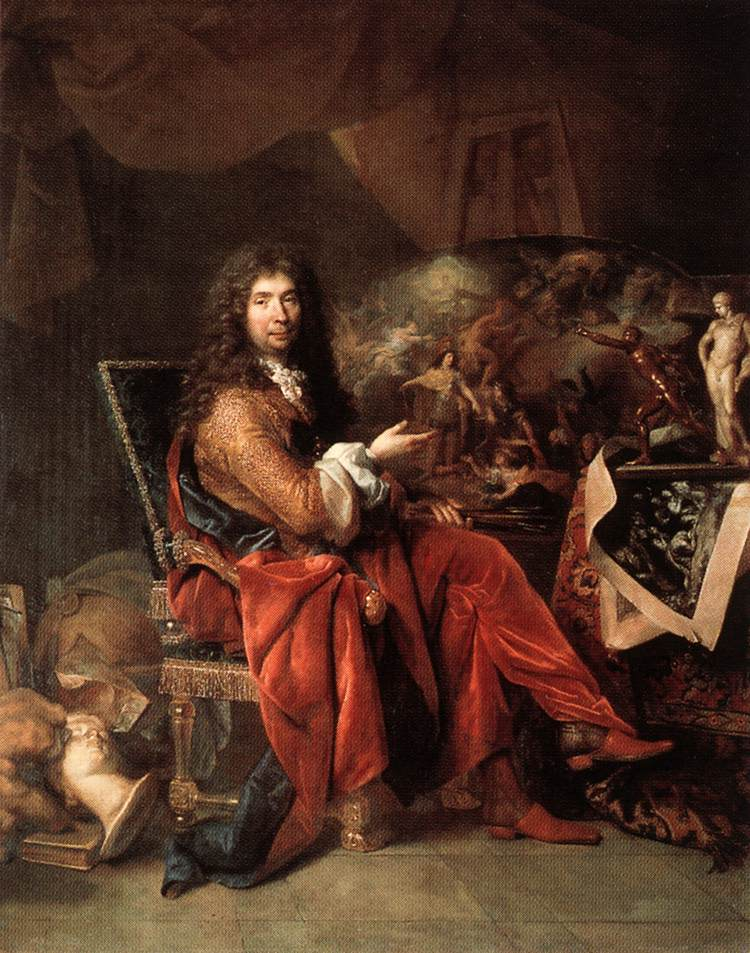
Charles Le Brun, pictor și decorator francez

- 1684: Matthias Braun, sculptor ceh (d. 1738)
- 1736: Karl Alexander, Margraf de Brandenburg-Ansbach (d. 1806)
- 1771: Johann Baptist Cramer, pianist, compozitor german (d. 1858)
- 1774: Prințul Adolphus, Duce de Cambridge (d. 1850)
- 1786: Wilhelm Grimm, filolog și folclorist german (d. 1859)
- 1788: Johan Christian Dahl, pictor norvegian (d. 1857)
- 1814: Auguste Aiguier, pictor francez (d. 1865)
- 1822: Aloisiu Vlad, jurist român (d. 1888)
- 1831: Leo von Caprivi, cancelar al Germaniei (d. 1899)
- 1842: Arrigo Boito, compozitor, poet italian (d. 1918)
- 1871: Alexandru Mărgineanu, general român ( d. 1930)
- 1873: Henri Rapin, pictor și designer decorativ francez (d. 1939)
- 1884: Nicolae Gh. Lupu, medic, academician român ( d. 1966)
- 1885: Ernest Pérochon, scriitor francez, câștigător al Premiului Goncourt în 1920 (d. 1942)
- 1885: Stanisław Ignacy Witkiewicz, scriitor, pictor polonez (d. 1939)
- 1903: Vladimir Bartol, scriitor sloven (d. 1967)
- 1910: Sō Yamamura, actor și regizor de film japonez (d. 2000)
- 1927: Emmanuelle Riva, actriță franceză (d. 2017)
- 1929: Marga Barbu, actriță română de teatru și film (d. 2009)

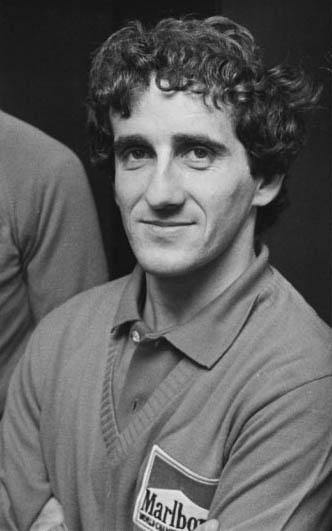
Alain Prost, pilot francez de Formula 1
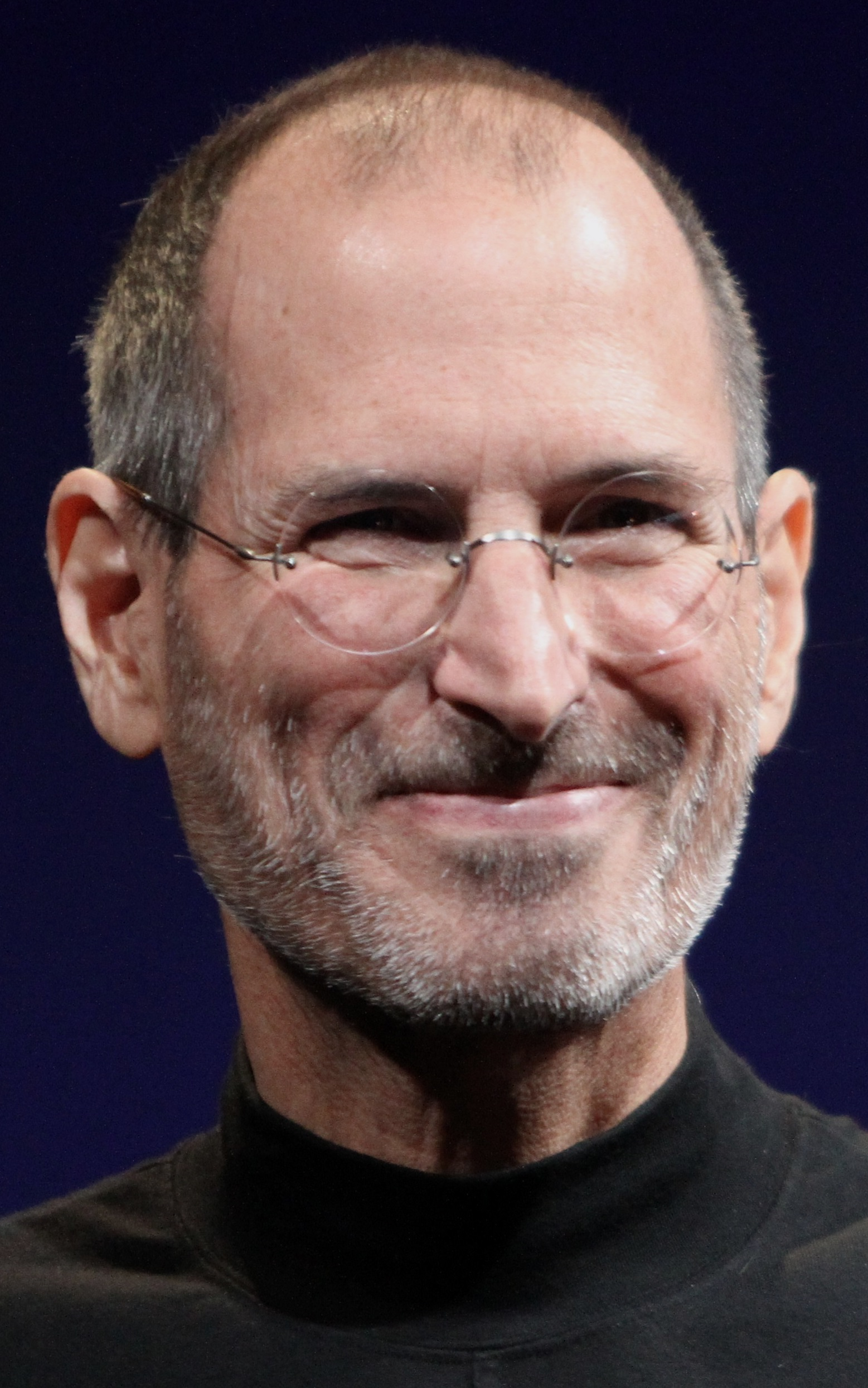
Steve Jobs, fondator Apple Inc
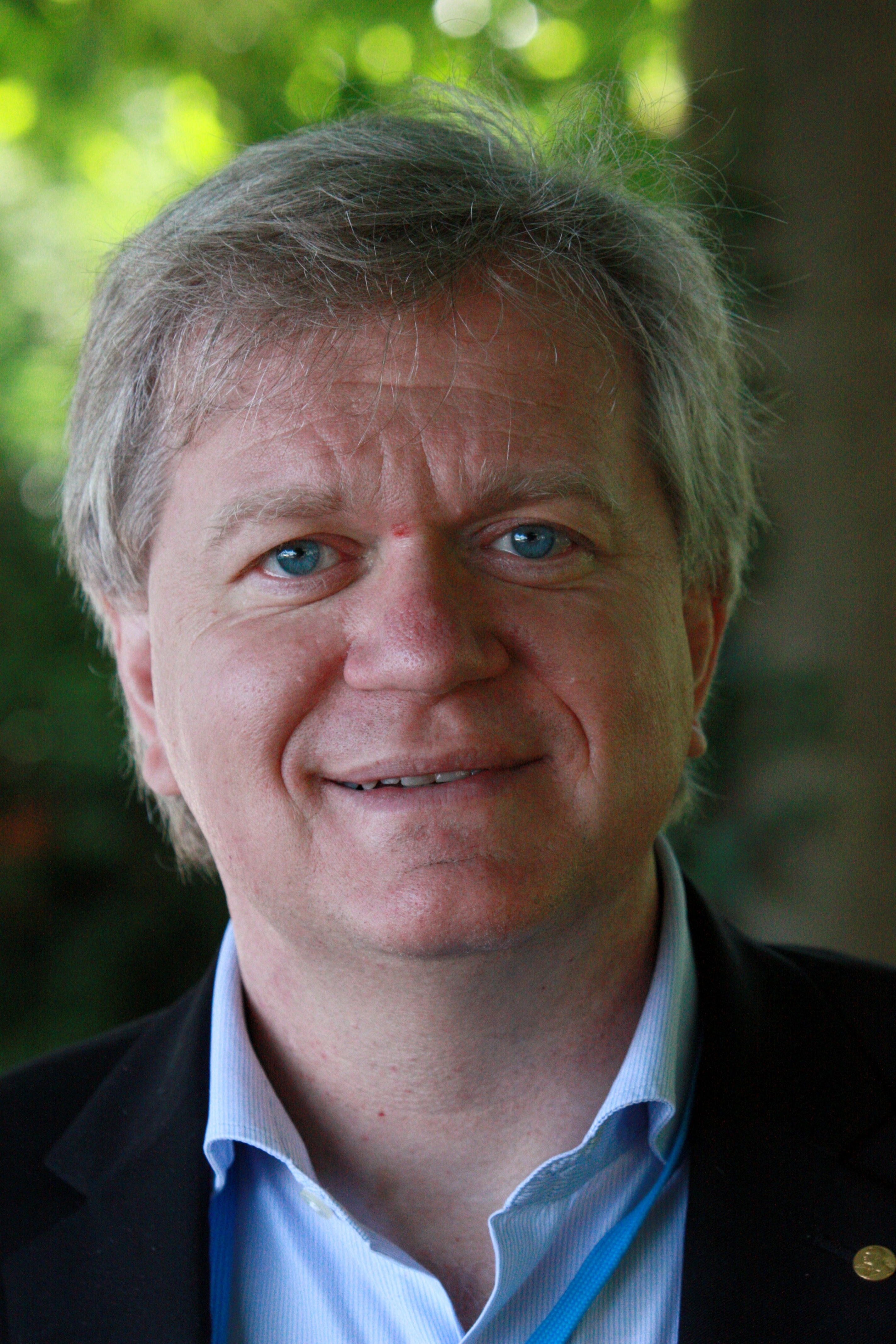
Brian Schmidt, astrofizician australian, laureat Nobel

- 1931: Maria Piątkowska, atletă poloneză (d. 2020)
- 1932: Eugen Cizek, istoric literar român (d. 2008)
- 1932: Michel Legrand, compozitor, aranjor, dirijor și pianist francez (d. 2019)
- 1934: Bettino Craxi, prim-ministru al Italiei (d. 2000)
- 1938: Alexandru Surdu, filosof român (d. 2020)
- 1939: Richard Oschanitzky, compozitor român (d. 1979)
- 1942: Mihai Mocanu, fotbalist român (d. 2009)
- 1955: Alain Prost, pilot francez de Formula 1
- 1955: Steve Jobs, fondator Apple Inc, vizionar, inventator și om de afaceri (d. 2011)
- 1965: Hans-Dieter Flick, jucător și antrenor german de fotbal
- 1967: Brian Schmidt, astrofizician australian, laureat Nobel
- 1974: Mircea Badea, prezentator de televiziune și actor român
- 1987: Ashley Walker, jucătoare profesionistă de baschet americană, naturalizată româncă
- 1990: Ana Maria Dragut, handbalistă română

## Decese

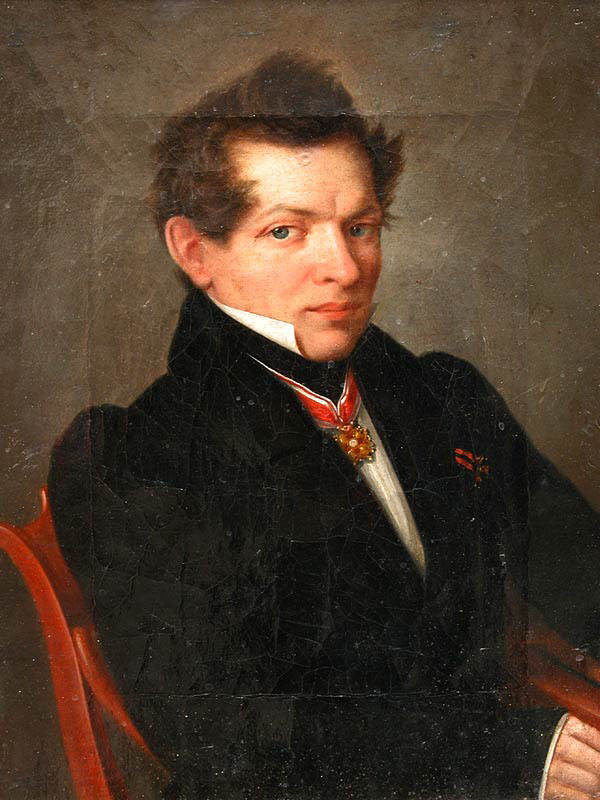
Nikolai Ivanovici Lobacevski, matematician rus

- 0616: Regele Ethelbert de Kent
- 1563: François de Guise, militar și om de stat francez (n. 1519)
- 1704: Marc-Antoine Charpentier, compozitor francez (n. 1643)
- 1777: Iosif I al Portugaliei (n. 1714)
- 1810: Henry Cavendish, fizician, chimist englez (n. 1731)
- 1815: Robert Fulton, inventator american (n. 1765)
- 1856: Nikolai Ivanovici Lobacevski, matematician rus (n. 1792)
- 1923: Edward Williams Morley, chimist și fizician american (n. 1838)
- 1925: Hjalmar Branting, prim-ministru al Suediei, laureat Nobel (n. 1860)
- 1929: André Messager, compozitor și dirijor francez (n. 1853)
- 1930: Hans Ole Brasen, pictor danez (n. 1849)
- 1939: Elena Alexandrina Bednarik, pictoriță română (n. 1883)
- 1953: Mihai Popescu, actor român (n. 1909)
- 1953: Gerd von Rundstedt, mareșal german (n. 1875)
- 1975: Nicolai Bulganin, prim-ministru al Uniunii Sovietice (n. 1895)
- 2003: Bernard Loiseau, bucătar francez (n. 1953)
- 2003: Alberto Sordi, actor italian (n. 1920)
- 2006: Dennis Weaver, actor american (n. 1924)
- 2014: Nicolae Herlea, bariton român (n. 1927)
- 2014: Harold Ramis, actor și regizor american (n. 1944)
- 2018: Getulio Alviani, artist italian (n. 1939)
- 2020: Clive Cussler, scriitor american de thriller (n. 1931)
- 2020: John Franzese, mafiot italo-american (n. 1917)
- 2020: Katherine Johnson, matematician american (n. 1918)
- 2022: Sally Kellerman, actriță americană (n. 1937)

## Sărbători
- Întâia și cea de-a doua aflare a capului Sf. Ioan Botezătorul (calendar ortodox, greco-catolic)
- Sf. Matia, martir și apostol (calendar evanghelic, anglican, catolic (doar în spațiul de limbă germană), armean)
- Modest, episcop de Trier (d. 486) (calendar romano-catolic)
- în spațiul de limbă maghiară: Gerhard Sagredo, primul episcop de Cenad (d. 1046), patronul Budapestei (sub numele de „Gellért")
- Dragobete
- Estonia: Ziua națională; aniversarea proclamării independenței (1918)